# Staurikosaurus pricei
Staurikosaurus pricei (gr. "lagarto de la Cruz del Sur") es la única especie conocida del género Staurikosaurus de dinosaurio terópodo herrerasáurido, que vivió a finales del período Triásico, hace aproximadamente 225 millones de años, en el Carniense, en lo que es hoy Sudamérica. Es uno de los dinosaurios más antiguos conocidos, junto a Herrerasaurus, Panphagia y Eoraptor.

## Descripción
Colbert en 1970 describió a Staurikosaurus como un pequeño y ágil depredador bípedo. Staurikosaurus vivió durante la etapa tardía del Carniense y principios del Noriense, del Triásico tardío, hace aproximadamente 225 millones de años, lo que lo convierte en uno de los primeros dinosaurios conocidos. Con 2,25 metros de largo, 80 centímetros de alto y un peso de 30 kilogramos, Staurikosaurus era pequeño en comparación con terópodos posteriores como Megalosaurus . El espécimen tipo tiene huesos de las extremidades largos pero relativamente delgados.

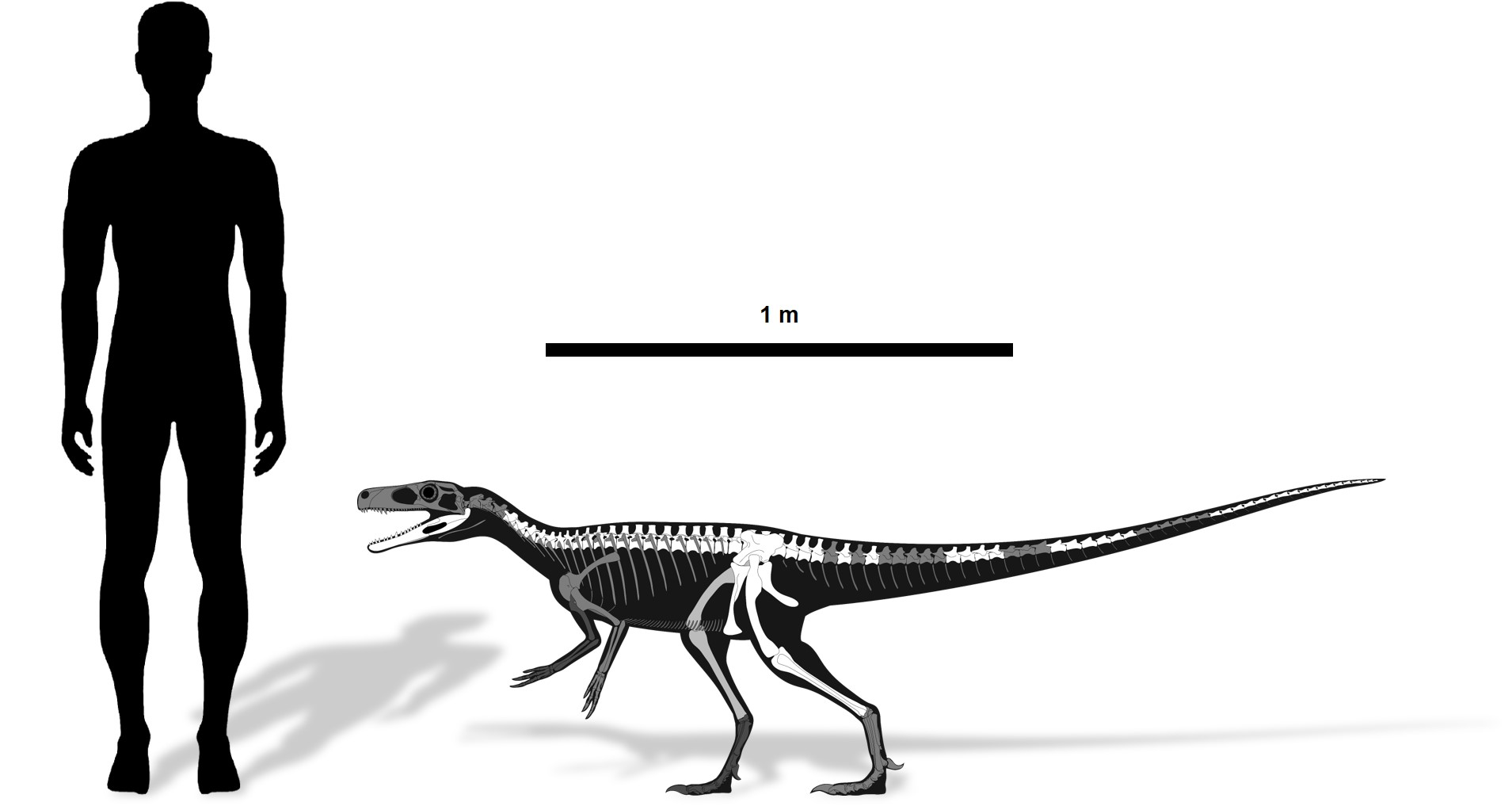
Comparación de tamaños entre Staurikosaurus y Homo sapiens.

Existe registro muy incompleto de fósiles de Staurikosaurus, consiste en la mayor parte de la espina dorsal, piernas y la gran mandíbula inferior. Sin embargo, al estar fechando en un período tan temprano en la historia de los dinosaurios y ser tan primitivo, la mayor parte de las características de Staurikosaurus, que también serían primitivas pueden ser reconstruidas. Por ejemplo, Staurikosaurus se representa generalmente con cinco dedos del pie y cinco dedos en las manos, características de un dinosaurio no especializado. Sin embargo, puesto que la estructura esquelética de las piernas se conoce, puede ser que Staurikosaurus haya sido un corredor rápido para su tamaño. También tenía una articulación de apenas dos vértebras y pelvis a columna vertebral, un arreglo típicamente primitivo. La cola habría sido larga y delgada para balancear la parte anterior del cuerpo.
Los dientes disponibles para Staurikosaurus tienen una morfología que sugiere fuertemente una dieta carnívora. Todos los dientes son aserrados, lateralmente comprimidos y caudalmente curvados, es decir, la parte superior de cada diente está curvada hacia atrás, hacia la garganta. Esta dentición sugiere que Staurikosaurus podría atrapar y sostener presas, así como cortar y desgarrar la carne para ayudar en la digestión mecánica.
La cola del Staurikosaurus era relativamente larga, con más de 40 vértebras, en comparación con el resto de su cuerpo y se mantenía recta y separada del suelo mientras corría. La parte trasera de la cola de Staurikosaurus está rígida por las características de las vértebras de la cola. Ostrom en 1969 consideró que esta adaptación funcionaba como un estabilizador dinámico que facilitaba los saltos y las carreras del animal.

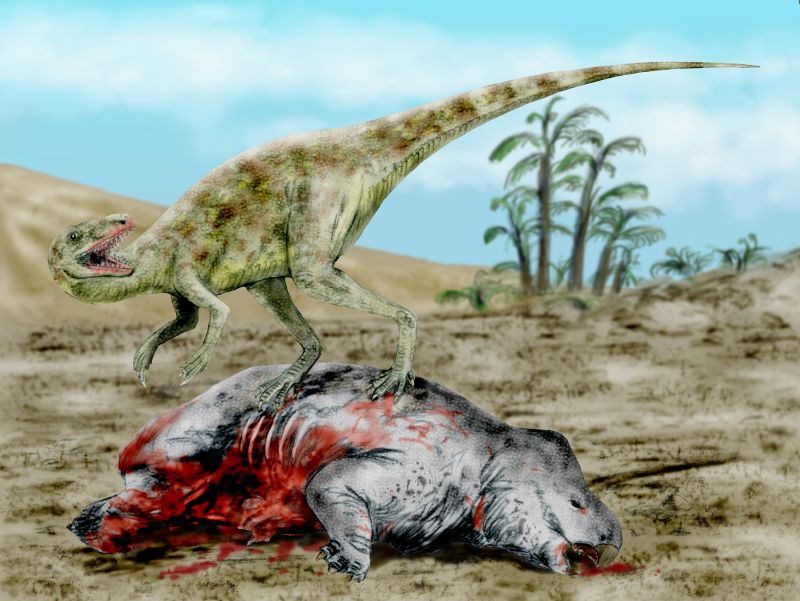
Staurikosaurus alimentándose de un dicinodonte

Según Sues en 1990, Staurikosaurus se puede distinguir en función de las siguientes características. Una mandíbula casi tan larga como el fémur, lo que sugiere una cabeza proporcionalmente grande y un dentario bastante profundo pero delgado con 13 a 14 dientes y con un proceso retroarticular bien desarrollado. Una columna vertebral con 9 a 10 vértebras cervicales, 15 dorsales, 2 sacras y más de 40 caudales. Se considera que Staurikosaurus es más primitivo que cualquier otro dinosaurio porque solo están presentes dos vértebras sacras. Una tercera, cuarta y quinta vértebras cervicales alargadas, lo que representa una condición primitiva. Vértebras cervicales craneales que carecen de epífisis. La ausencia de articulaciones intervertebrales accesorias. Una hoja escapular delgada que no se expande proximalmente, un coracoides grande y con forma de placa y un húmero que presenta una cresta deltopectoral prominente, lo que representa una condición primitiva, además de tener extremos articulares claramente expandidos. Un ilion con una pared medial extensamente desarrollada de un acetábulo semiperforado, como Herrerasaurus, pero diferente de cualquier otro dinosaurio, un pubis largo, dos tercios de la longitud del fémur, huesos huecos de las extremidades que presentan paredes bastante gruesas, un fémur robusto con un eje en forma de S y  una tibia y un peroné ligeramente más largos que el fémur. Novas en 1993 agregó que Staurikosaurus se distingue de otros dinosaurios por la presencia de un bisel distal en el margen anterior de su pubis. Langer y Benton en 2006 notaron que Staurikosaurus se puede distinguir basándose en que el trocánter anterior se reduce a una cicatriz. Bittencourt y Kellner en 2009 también notaron que el peroné proximal tiene un surco medial, que es exclusivo de Staurikosaurus pricei.

## Descubrimiento e investigación
Es el primer dinosaurio conocido de Brasil y fue descubierto por el paleontólogo Llewellyn Ivor Price en 1936, en el geoparque de Paleorrota. Fue hallado en la ciudad de Santa Maria, en el estado de Río Grande do Sul, en Brasil. Se encontró en Sitio Paleontológico Jazigo Cinco de la Formación Santa María.

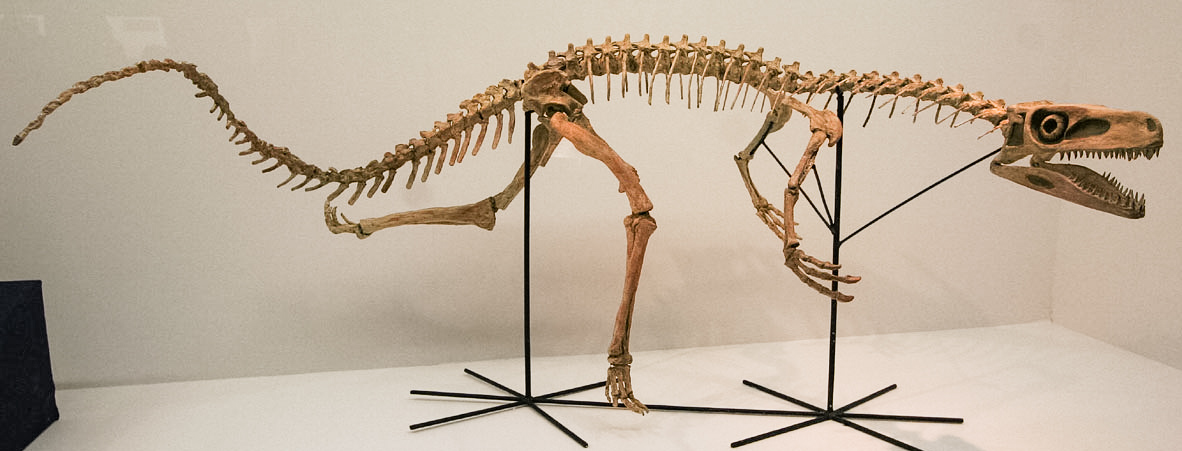
Reconstrucción fósil de Staurikosaurus pricei.

Los restos que consisten de algunos dientes y elementos postcraneales descritos en 1970, por Edwin Harris Colbert, trabajando para el Museo Americano de Historia Natural. Existen parientes de este animal en Argentina y Sudáfrica. El nombre del género hace referencia a la constelación de la Cruz del Sur que aparece en el escudo y bandera del Brasily solo visible en el hemisferio sur; cuando se describió a Staurikosaurus en 1970. Cuando Staurikosaurus fue descubierto los hallazgos en América del Sur eran extraños. El nombre de la especie hace referencia al paleontólogo brasileño Llewellyn Ivor Price, quien extrajera el fósil. La rareza de los restos de Staurikosaurus pueden ser un resultado de que eran infrecuente mientras estaban vivos, o porque vivió en un ambiente como un bosque, en donde los fósiles se forman con dificultad. No obstante, García et al. en 2019 refirieron el holotipo de Teyuwasu barberenai como un segundo espécimen de Staurikosaurus pricei.

## Clasificación

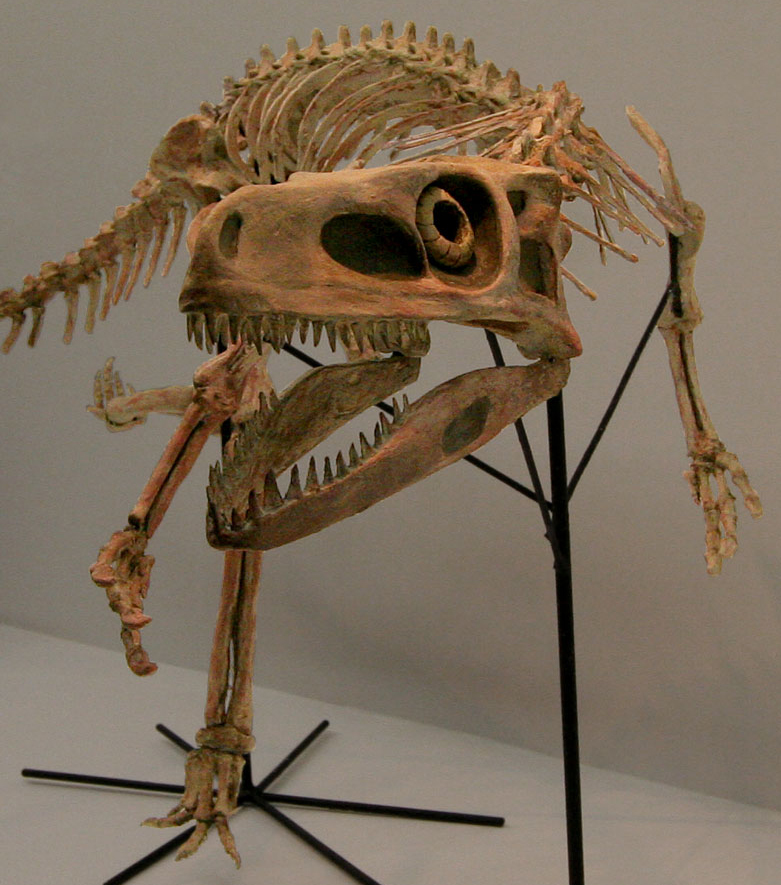
Esqueleto restaurado.

Staurikosaurus fue considerado en un principio como un prosaurópodo basal, rápidamente esto fue dejado de lado y colocado dentro de los terópodos, asignándole una Familia, única para él, creada por Galtón en 1977 llamada Staurikosauridae. Luego en 1993 Sereno y Novas lo colocan dentro de Herrerasauridae. Investigaciones posteriores de Sues et al. en 2011 apoya que Staurikosaurus y el género relacionado Herrerasaurus son terópodos y evolucionaron después de que la línea de saurópodos se separó de Theropoda. Mortimer señala que Benedetto en 1973 y Galton en 1985 fueron los primeros en reconocer que Staurikosaurus y Herrerasaurus estaban más estrechamente relacionados entre sí que con sauropodomorfos o avépodos, ubicándolos a ambos en Herrerasauridae y Herrerasauria. Staurikosaurus difiere de Herrerasaurus debido a su tamaño considerablemente más pequeño, su longitud del fémur es de 23 centímetros  frente a 47 centímetros. Sereno et al. en 1993 concluyó que Staurikosaurus no era un terópodo y lo consideró un saurisquio basal fuera de Theropoda y Sauropodomorpha. Staurikosaurus fue originalmente asignado incorrectamente por Colbert a Palaeosauriscidae, una familia desaparecida basada en gran parte en Efraasia, un dinosaurio prosaurópodo. Todos los principales análisis filogenéticos desde 1994 han asignado a Staurikosaurus al clado Herrerasauridae, que es el consenso científico actual sobre la clasificación de este género. Bittencourt y Kellner en 2009 afirmaron que la posición filogenética de Staurikosaurusse ve limitada por su estrecha relación con Herrerasaurus ischigualastensis, que es más completa y conocida.
Staurikosaurus fue colocado en el clado Herrerasauridae por Benedetto en 1973. Herrerasauridae también incluye Herrerasaurus ischigualastensis, ambos pequeños animales depredadores que eran dinosaurios o precursores de dinosaurios. Aunque los tres dinosaurios vivieron durante la etapa carniense del período Triásico, la mayoría de los análisis filogenéticos excluyen a Eoraptor de Herrerasauridae. El análisis filogenético de Sues, Nesbitt, Berman y Henrici, en 2011, excluye a Eoraptor e incluye a Chindesaurus junto con Herrerasaurus como más derivados que Staurikosaurus. Sanjuansaurus fue asignado a Herrerasauridae por Alcober y Martínez en 2010. Sues en 1990  asignó Ischisaurus a Herrerasauridae, pero ahora se lo considera sinónimo de Herrerasaurus Otros miembros propuestos del clado además de Sanjuansaurus de la misma Formación Ischigualasto de Argentina que Herrerasaurus y posiblemente Caseosaurus de la Formación Dockum de Texas, Estados Unidos, aunque las relaciones de estos animales no se entienden completamente, y no todos los paleontólogos están de acuerdo. Alcober y Martínez en 2010 concluyeron que Staurikosaurus y Sanjuansaurus están estrechamente relacionados con base en similitudes en su pubis y tibia.

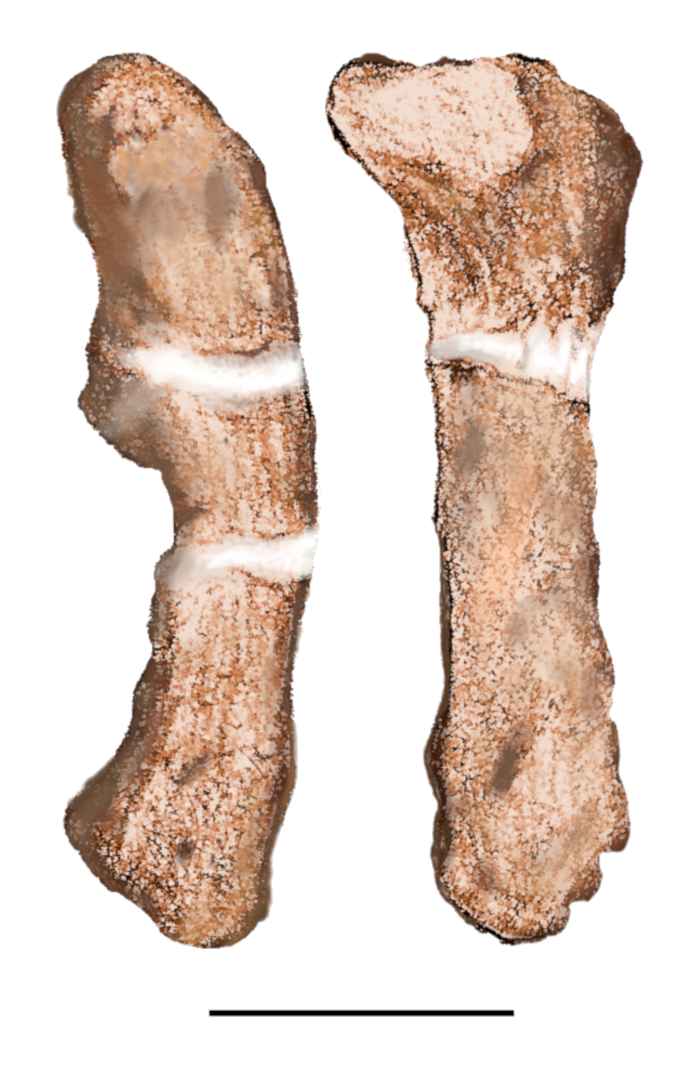
Fémur y tibia holotipo de Teyuwasu barberenai, BSPG AS XXV 53.

El controvertido dinosaurio Teyuwasu barberenai fue considerado recientemente como sinónimo de Staurikosaurus pricei. Ambos taxones se conocen a partir de especímenes individuales incompletos y algo mal conservados, por lo que el antiguo espécimen holotipo de Teyuwasu sería el segundo espécimen atribuido a Staurikosaurus dentro de los casi 50 años posteriores a su denominación. La sinonimia se basó en una combinación de cinco características osteológicas que solo están presentes en ambos especímenes entre los primeros dinosauriformes del Triásico, el fémur sin plataforma trocantérica, el cuarto trocánter simétrico del fémur, la crista tibiofibularis pobremente separada del cóndilo lateral en el extremo distal del fémur, el reborde posterolateral del extremo distal de la tibia no excede el margen lateral del hueso y extremo distal redondeado de la tibia. La sinonimia se comenta en dos artículos posteriores, que ponen en duda la asociación de Teyuwasu con Staurikosaurus. En el primer artículo, los autores solo mencionan que el holotipo de Teyuwasu no está bien conservado y, por lo tanto, no puede atribuirse a Staurikosaurus.  En el segundo, los autores argumentan que varios de los cinco estados de caracteres citados para unir los taxones están presentes en especímenes inmaduros de otros dinosaurios. Sin embargo, la combinación, es decir, la presencia simultánea, de los cinco caracteres enumerados por García et al. no está presente en ninguno de los dinosaurios antes mencionados, y por lo tanto sigue siendo único entre Teyuwasu y Staurikosaurus. Por lo tanto, se necesitan más investigaciones para confirmar o no la sinonimia entre Teyuwasu barberenai y Staurikosaurus pricei.

### Filogenia

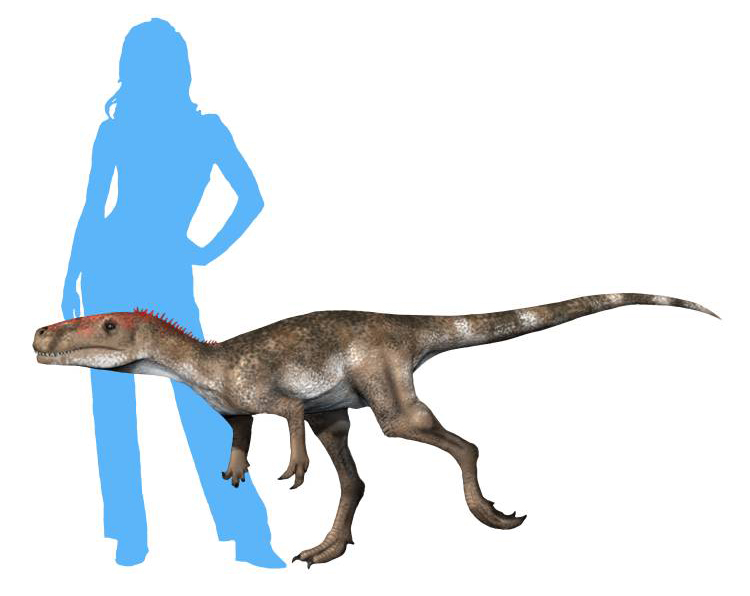
Restauración de Staurikosaurus pricei

A continuación se muestra un cladograma basado en el análisis filogenético realizado por Sues et al. en 2011, mostrando las relaciones de Staurikosaurus.
|  | Staurikosaurus                                                 |
|  |                                                                |
|  | \| \| Herrerasaurus \| \| \| \| \| \| Chindesaurus \| \| \| \| |
|  |                                                                |
|  | Herrerasaurus                                                  |
|  |                                                                |
|  | Chindesaurus                                                   |
|  |                                                                |

|  | Herrerasaurus |
|  |               |
|  | Chindesaurus  |
|  |               |

|  | Megapnosaurus |
|  |               |
|  | Coelophysis   |
|  |               |

|  | Cryolophosaurus                                                       |
|  |                                                                       |
|  | \| \| Dilophosaurus \| \| \| \| \| \| Teropodos jurásicos \| \| \| \| |
|  |                                                                       |
|  | Dilophosaurus                                                         |
|  |                                                                       |
|  | Teropodos jurásicos                                                   |
|  |                                                                       |

|  | Dilophosaurus       |
|  |                     |
|  | Teropodos jurásicos |
|  |                     |

|  | Cryolophosaurus                                                       |
|  |                                                                       |
|  | \| \| Dilophosaurus \| \| \| \| \| \| Teropodos jurásicos \| \| \| \| |
|  |                                                                       |
|  | Dilophosaurus                                                         |
|  |                                                                       |
|  | Teropodos jurásicos                                                   |
|  |                                                                       |

|  | Dilophosaurus       |
|  |                     |
|  | Teropodos jurásicos |
|  |                     |

|  | Cryolophosaurus                                                       |
|  |                                                                       |
|  | \| \| Dilophosaurus \| \| \| \| \| \| Teropodos jurásicos \| \| \| \| |
|  |                                                                       |
|  | Dilophosaurus                                                         |
|  |                                                                       |
|  | Teropodos jurásicos                                                   |
|  |                                                                       |

|  | Dilophosaurus       |
|  |                     |
|  | Teropodos jurásicos |
|  |                     |

|  | Cryolophosaurus                                                       |
|  |                                                                       |
|  | \| \| Dilophosaurus \| \| \| \| \| \| Teropodos jurásicos \| \| \| \| |
|  |                                                                       |
|  | Dilophosaurus                                                         |
|  |                                                                       |
|  | Teropodos jurásicos                                                   |
|  |                                                                       |

|  | Dilophosaurus       |
|  |                     |
|  | Teropodos jurásicos |
|  |                     |

|  | Megapnosaurus |
|  |               |
|  | Coelophysis   |
|  |               |

|  | Cryolophosaurus                                                       |
|  |                                                                       |
|  | \| \| Dilophosaurus \| \| \| \| \| \| Teropodos jurásicos \| \| \| \| |
|  |                                                                       |
|  | Dilophosaurus                                                         |
|  |                                                                       |
|  | Teropodos jurásicos                                                   |
|  |                                                                       |

|  | Dilophosaurus       |
|  |                     |
|  | Teropodos jurásicos |
|  |                     |

|  | Cryolophosaurus                                                       |
|  |                                                                       |
|  | \| \| Dilophosaurus \| \| \| \| \| \| Teropodos jurásicos \| \| \| \| |
|  |                                                                       |
|  | Dilophosaurus                                                         |
|  |                                                                       |
|  | Teropodos jurásicos                                                   |
|  |                                                                       |

|  | Dilophosaurus       |
|  |                     |
|  | Teropodos jurásicos |
|  |                     |

|  | Cryolophosaurus                                                       |
|  |                                                                       |
|  | \| \| Dilophosaurus \| \| \| \| \| \| Teropodos jurásicos \| \| \| \| |
|  |                                                                       |
|  | Dilophosaurus                                                         |
|  |                                                                       |
|  | Teropodos jurásicos                                                   |
|  |                                                                       |

|  | Dilophosaurus       |
|  |                     |
|  | Teropodos jurásicos |
|  |                     |

|  | Cryolophosaurus                                                       |
|  |                                                                       |
|  | \| \| Dilophosaurus \| \| \| \| \| \| Teropodos jurásicos \| \| \| \| |
|  |                                                                       |
|  | Dilophosaurus                                                         |
|  |                                                                       |
|  | Teropodos jurásicos                                                   |
|  |                                                                       |

|  | Dilophosaurus       |
|  |                     |
|  | Teropodos jurásicos |
|  |                     |

|  | Megapnosaurus |
|  |               |
|  | Coelophysis   |
|  |               |

|  | Cryolophosaurus                                                       |
|  |                                                                       |
|  | \| \| Dilophosaurus \| \| \| \| \| \| Teropodos jurásicos \| \| \| \| |
|  |                                                                       |
|  | Dilophosaurus                                                         |
|  |                                                                       |
|  | Teropodos jurásicos                                                   |
|  |                                                                       |

|  | Dilophosaurus       |
|  |                     |
|  | Teropodos jurásicos |
|  |                     |

|  | Cryolophosaurus                                                       |
|  |                                                                       |
|  | \| \| Dilophosaurus \| \| \| \| \| \| Teropodos jurásicos \| \| \| \| |
|  |                                                                       |
|  | Dilophosaurus                                                         |
|  |                                                                       |
|  | Teropodos jurásicos                                                   |
|  |                                                                       |

|  | Dilophosaurus       |
|  |                     |
|  | Teropodos jurásicos |
|  |                     |

|  | Cryolophosaurus                                                       |
|  |                                                                       |
|  | \| \| Dilophosaurus \| \| \| \| \| \| Teropodos jurásicos \| \| \| \| |
|  |                                                                       |
|  | Dilophosaurus                                                         |
|  |                                                                       |
|  | Teropodos jurásicos                                                   |
|  |                                                                       |

|  | Dilophosaurus       |
|  |                     |
|  | Teropodos jurásicos |
|  |                     |

|  | Cryolophosaurus                                                       |
|  |                                                                       |
|  | \| \| Dilophosaurus \| \| \| \| \| \| Teropodos jurásicos \| \| \| \| |
|  |                                                                       |
|  | Dilophosaurus                                                         |
|  |                                                                       |
|  | Teropodos jurásicos                                                   |
|  |                                                                       |

|  | Dilophosaurus       |
|  |                     |
|  | Teropodos jurásicos |
|  |                     |

|  | Megapnosaurus |
|  |               |
|  | Coelophysis   |
|  |               |

|  | Cryolophosaurus                                                       |
|  |                                                                       |
|  | \| \| Dilophosaurus \| \| \| \| \| \| Teropodos jurásicos \| \| \| \| |
|  |                                                                       |
|  | Dilophosaurus                                                         |
|  |                                                                       |
|  | Teropodos jurásicos                                                   |
|  |                                                                       |

|  | Dilophosaurus       |
|  |                     |
|  | Teropodos jurásicos |
|  |                     |

|  | Cryolophosaurus                                                       |
|  |                                                                       |
|  | \| \| Dilophosaurus \| \| \| \| \| \| Teropodos jurásicos \| \| \| \| |
|  |                                                                       |
|  | Dilophosaurus                                                         |
|  |                                                                       |
|  | Teropodos jurásicos                                                   |
|  |                                                                       |

|  | Dilophosaurus       |
|  |                     |
|  | Teropodos jurásicos |
|  |                     |

|  | Cryolophosaurus                                                       |
|  |                                                                       |
|  | \| \| Dilophosaurus \| \| \| \| \| \| Teropodos jurásicos \| \| \| \| |
|  |                                                                       |
|  | Dilophosaurus                                                         |
|  |                                                                       |
|  | Teropodos jurásicos                                                   |
|  |                                                                       |

|  | Dilophosaurus       |
|  |                     |
|  | Teropodos jurásicos |
|  |                     |

|  | Cryolophosaurus                                                       |
|  |                                                                       |
|  | \| \| Dilophosaurus \| \| \| \| \| \| Teropodos jurásicos \| \| \| \| |
|  |                                                                       |
|  | Dilophosaurus                                                         |
|  |                                                                       |
|  | Teropodos jurásicos                                                   |
|  |                                                                       |

|  | Dilophosaurus       |
|  |                     |
|  | Teropodos jurásicos |
|  |                     |

|  | Megapnosaurus |
|  |               |
|  | Coelophysis   |
|  |               |

|  | Cryolophosaurus                                                       |
|  |                                                                       |
|  | \| \| Dilophosaurus \| \| \| \| \| \| Teropodos jurásicos \| \| \| \| |
|  |                                                                       |
|  | Dilophosaurus                                                         |
|  |                                                                       |
|  | Teropodos jurásicos                                                   |
|  |                                                                       |

|  | Dilophosaurus       |
|  |                     |
|  | Teropodos jurásicos |
|  |                     |

|  | Cryolophosaurus                                                       |
|  |                                                                       |
|  | \| \| Dilophosaurus \| \| \| \| \| \| Teropodos jurásicos \| \| \| \| |
|  |                                                                       |
|  | Dilophosaurus                                                         |
|  |                                                                       |
|  | Teropodos jurásicos                                                   |
|  |                                                                       |

|  | Dilophosaurus       |
|  |                     |
|  | Teropodos jurásicos |
|  |                     |

|  | Cryolophosaurus                                                       |
|  |                                                                       |
|  | \| \| Dilophosaurus \| \| \| \| \| \| Teropodos jurásicos \| \| \| \| |
|  |                                                                       |
|  | Dilophosaurus                                                         |
|  |                                                                       |
|  | Teropodos jurásicos                                                   |
|  |                                                                       |

|  | Dilophosaurus       |
|  |                     |
|  | Teropodos jurásicos |
|  |                     |

|  | Cryolophosaurus                                                       |
|  |                                                                       |
|  | \| \| Dilophosaurus \| \| \| \| \| \| Teropodos jurásicos \| \| \| \| |
|  |                                                                       |
|  | Dilophosaurus                                                         |
|  |                                                                       |
|  | Teropodos jurásicos                                                   |
|  |                                                                       |

|  | Dilophosaurus       |
|  |                     |
|  | Teropodos jurásicos |
|  |                     |

|  | Megapnosaurus |
|  |               |
|  | Coelophysis   |
|  |               |

|  | Cryolophosaurus                                                       |
|  |                                                                       |
|  | \| \| Dilophosaurus \| \| \| \| \| \| Teropodos jurásicos \| \| \| \| |
|  |                                                                       |
|  | Dilophosaurus                                                         |
|  |                                                                       |
|  | Teropodos jurásicos                                                   |
|  |                                                                       |

|  | Dilophosaurus       |
|  |                     |
|  | Teropodos jurásicos |
|  |                     |

|  | Cryolophosaurus                                                       |
|  |                                                                       |
|  | \| \| Dilophosaurus \| \| \| \| \| \| Teropodos jurásicos \| \| \| \| |
|  |                                                                       |
|  | Dilophosaurus                                                         |
|  |                                                                       |
|  | Teropodos jurásicos                                                   |
|  |                                                                       |

|  | Dilophosaurus       |
|  |                     |
|  | Teropodos jurásicos |
|  |                     |

|  | Cryolophosaurus                                                       |
|  |                                                                       |
|  | \| \| Dilophosaurus \| \| \| \| \| \| Teropodos jurásicos \| \| \| \| |
|  |                                                                       |
|  | Dilophosaurus                                                         |
|  |                                                                       |
|  | Teropodos jurásicos                                                   |
|  |                                                                       |

|  | Dilophosaurus       |
|  |                     |
|  | Teropodos jurásicos |
|  |                     |

|  | Cryolophosaurus                                                       |
|  |                                                                       |
|  | \| \| Dilophosaurus \| \| \| \| \| \| Teropodos jurásicos \| \| \| \| |
|  |                                                                       |
|  | Dilophosaurus                                                         |
|  |                                                                       |
|  | Teropodos jurásicos                                                   |
|  |                                                                       |

|  | Dilophosaurus       |
|  |                     |
|  | Teropodos jurásicos |
|  |                     |

|  | Megapnosaurus |
|  |               |
|  | Coelophysis   |
|  |               |

|  | Cryolophosaurus                                                       |
|  |                                                                       |
|  | \| \| Dilophosaurus \| \| \| \| \| \| Teropodos jurásicos \| \| \| \| |
|  |                                                                       |
|  | Dilophosaurus                                                         |
|  |                                                                       |
|  | Teropodos jurásicos                                                   |
|  |                                                                       |

|  | Dilophosaurus       |
|  |                     |
|  | Teropodos jurásicos |
|  |                     |

|  | Cryolophosaurus                                                       |
|  |                                                                       |
|  | \| \| Dilophosaurus \| \| \| \| \| \| Teropodos jurásicos \| \| \| \| |
|  |                                                                       |
|  | Dilophosaurus                                                         |
|  |                                                                       |
|  | Teropodos jurásicos                                                   |
|  |                                                                       |

|  | Dilophosaurus       |
|  |                     |
|  | Teropodos jurásicos |
|  |                     |

|  | Cryolophosaurus                                                       |
|  |                                                                       |
|  | \| \| Dilophosaurus \| \| \| \| \| \| Teropodos jurásicos \| \| \| \| |
|  |                                                                       |
|  | Dilophosaurus                                                         |
|  |                                                                       |
|  | Teropodos jurásicos                                                   |
|  |                                                                       |

|  | Dilophosaurus       |
|  |                     |
|  | Teropodos jurásicos |
|  |                     |

|  | Cryolophosaurus                                                       |
|  |                                                                       |
|  | \| \| Dilophosaurus \| \| \| \| \| \| Teropodos jurásicos \| \| \| \| |
|  |                                                                       |
|  | Dilophosaurus                                                         |
|  |                                                                       |
|  | Teropodos jurásicos                                                   |
|  |                                                                       |

|  | Dilophosaurus       |
|  |                     |
|  | Teropodos jurásicos |
|  |                     |

|  | Megapnosaurus |
|  |               |
|  | Coelophysis   |
|  |               |

|  | Cryolophosaurus                                                       |
|  |                                                                       |
|  | \| \| Dilophosaurus \| \| \| \| \| \| Teropodos jurásicos \| \| \| \| |
|  |                                                                       |
|  | Dilophosaurus                                                         |
|  |                                                                       |
|  | Teropodos jurásicos                                                   |
|  |                                                                       |

|  | Dilophosaurus       |
|  |                     |
|  | Teropodos jurásicos |
|  |                     |

|  | Cryolophosaurus                                                       |
|  |                                                                       |
|  | \| \| Dilophosaurus \| \| \| \| \| \| Teropodos jurásicos \| \| \| \| |
|  |                                                                       |
|  | Dilophosaurus                                                         |
|  |                                                                       |
|  | Teropodos jurásicos                                                   |
|  |                                                                       |

|  | Dilophosaurus       |
|  |                     |
|  | Teropodos jurásicos |
|  |                     |

|  | Cryolophosaurus                                                       |
|  |                                                                       |
|  | \| \| Dilophosaurus \| \| \| \| \| \| Teropodos jurásicos \| \| \| \| |
|  |                                                                       |
|  | Dilophosaurus                                                         |
|  |                                                                       |
|  | Teropodos jurásicos                                                   |
|  |                                                                       |

|  | Dilophosaurus       |
|  |                     |
|  | Teropodos jurásicos |
|  |                     |

|  | Cryolophosaurus                                                       |
|  |                                                                       |
|  | \| \| Dilophosaurus \| \| \| \| \| \| Teropodos jurásicos \| \| \| \| |
|  |                                                                       |
|  | Dilophosaurus                                                         |
|  |                                                                       |
|  | Teropodos jurásicos                                                   |
|  |                                                                       |

|  | Dilophosaurus       |
|  |                     |
|  | Teropodos jurásicos |
|  |                     |

|  | Megapnosaurus |
|  |               |
|  | Coelophysis   |
|  |               |

|  | Cryolophosaurus                                                       |
|  |                                                                       |
|  | \| \| Dilophosaurus \| \| \| \| \| \| Teropodos jurásicos \| \| \| \| |
|  |                                                                       |
|  | Dilophosaurus                                                         |
|  |                                                                       |
|  | Teropodos jurásicos                                                   |
|  |                                                                       |

|  | Dilophosaurus       |
|  |                     |
|  | Teropodos jurásicos |
|  |                     |

|  | Cryolophosaurus                                                       |
|  |                                                                       |
|  | \| \| Dilophosaurus \| \| \| \| \| \| Teropodos jurásicos \| \| \| \| |
|  |                                                                       |
|  | Dilophosaurus                                                         |
|  |                                                                       |
|  | Teropodos jurásicos                                                   |
|  |                                                                       |

|  | Dilophosaurus       |
|  |                     |
|  | Teropodos jurásicos |
|  |                     |

|  | Cryolophosaurus                                                       |
|  |                                                                       |
|  | \| \| Dilophosaurus \| \| \| \| \| \| Teropodos jurásicos \| \| \| \| |
|  |                                                                       |
|  | Dilophosaurus                                                         |
|  |                                                                       |
|  | Teropodos jurásicos                                                   |
|  |                                                                       |

|  | Dilophosaurus       |
|  |                     |
|  | Teropodos jurásicos |
|  |                     |

|  | Cryolophosaurus                                                       |
|  |                                                                       |
|  | \| \| Dilophosaurus \| \| \| \| \| \| Teropodos jurásicos \| \| \| \| |
|  |                                                                       |
|  | Dilophosaurus                                                         |
|  |                                                                       |
|  | Teropodos jurásicos                                                   |
|  |                                                                       |

|  | Dilophosaurus       |
|  |                     |
|  | Teropodos jurásicos |
|  |                     |

|  | Megapnosaurus |
|  |               |
|  | Coelophysis   |
|  |               |

|  | Cryolophosaurus                                                       |
|  |                                                                       |
|  | \| \| Dilophosaurus \| \| \| \| \| \| Teropodos jurásicos \| \| \| \| |
|  |                                                                       |
|  | Dilophosaurus                                                         |
|  |                                                                       |
|  | Teropodos jurásicos                                                   |
|  |                                                                       |

|  | Dilophosaurus       |
|  |                     |
|  | Teropodos jurásicos |
|  |                     |

|  | Cryolophosaurus                                                       |
|  |                                                                       |
|  | \| \| Dilophosaurus \| \| \| \| \| \| Teropodos jurásicos \| \| \| \| |
|  |                                                                       |
|  | Dilophosaurus                                                         |
|  |                                                                       |
|  | Teropodos jurásicos                                                   |
|  |                                                                       |

|  | Dilophosaurus       |
|  |                     |
|  | Teropodos jurásicos |
|  |                     |

|  | Cryolophosaurus                                                       |
|  |                                                                       |
|  | \| \| Dilophosaurus \| \| \| \| \| \| Teropodos jurásicos \| \| \| \| |
|  |                                                                       |
|  | Dilophosaurus                                                         |
|  |                                                                       |
|  | Teropodos jurásicos                                                   |
|  |                                                                       |

|  | Dilophosaurus       |
|  |                     |
|  | Teropodos jurásicos |
|  |                     |

|  | Cryolophosaurus                                                       |
|  |                                                                       |
|  | \| \| Dilophosaurus \| \| \| \| \| \| Teropodos jurásicos \| \| \| \| |
|  |                                                                       |
|  | Dilophosaurus                                                         |
|  |                                                                       |
|  | Teropodos jurásicos                                                   |
|  |                                                                       |

|  | Dilophosaurus       |
|  |                     |
|  | Teropodos jurásicos |
|  |                     |

|  | Megapnosaurus |
|  |               |
|  | Coelophysis   |
|  |               |

|  | Cryolophosaurus                                                       |
|  |                                                                       |
|  | \| \| Dilophosaurus \| \| \| \| \| \| Teropodos jurásicos \| \| \| \| |
|  |                                                                       |
|  | Dilophosaurus                                                         |
|  |                                                                       |
|  | Teropodos jurásicos                                                   |
|  |                                                                       |

|  | Dilophosaurus       |
|  |                     |
|  | Teropodos jurásicos |
|  |                     |

|  | Cryolophosaurus                                                       |
|  |                                                                       |
|  | \| \| Dilophosaurus \| \| \| \| \| \| Teropodos jurásicos \| \| \| \| |
|  |                                                                       |
|  | Dilophosaurus                                                         |
|  |                                                                       |
|  | Teropodos jurásicos                                                   |
|  |                                                                       |

|  | Dilophosaurus       |
|  |                     |
|  | Teropodos jurásicos |
|  |                     |

|  | Cryolophosaurus                                                       |
|  |                                                                       |
|  | \| \| Dilophosaurus \| \| \| \| \| \| Teropodos jurásicos \| \| \| \| |
|  |                                                                       |
|  | Dilophosaurus                                                         |
|  |                                                                       |
|  | Teropodos jurásicos                                                   |
|  |                                                                       |

|  | Dilophosaurus       |
|  |                     |
|  | Teropodos jurásicos |
|  |                     |

|  | Cryolophosaurus                                                       |
|  |                                                                       |
|  | \| \| Dilophosaurus \| \| \| \| \| \| Teropodos jurásicos \| \| \| \| |
|  |                                                                       |
|  | Dilophosaurus                                                         |
|  |                                                                       |
|  | Teropodos jurásicos                                                   |
|  |                                                                       |

|  | Dilophosaurus       |
|  |                     |
|  | Teropodos jurásicos |
|  |                     |

|  | Megapnosaurus |
|  |               |
|  | Coelophysis   |
|  |               |

|  | Cryolophosaurus                                                       |
|  |                                                                       |
|  | \| \| Dilophosaurus \| \| \| \| \| \| Teropodos jurásicos \| \| \| \| |
|  |                                                                       |
|  | Dilophosaurus                                                         |
|  |                                                                       |
|  | Teropodos jurásicos                                                   |
|  |                                                                       |

|  | Dilophosaurus       |
|  |                     |
|  | Teropodos jurásicos |
|  |                     |

|  | Cryolophosaurus                                                       |
|  |                                                                       |
|  | \| \| Dilophosaurus \| \| \| \| \| \| Teropodos jurásicos \| \| \| \| |
|  |                                                                       |
|  | Dilophosaurus                                                         |
|  |                                                                       |
|  | Teropodos jurásicos                                                   |
|  |                                                                       |

|  | Dilophosaurus       |
|  |                     |
|  | Teropodos jurásicos |
|  |                     |

|  | Cryolophosaurus                                                       |
|  |                                                                       |
|  | \| \| Dilophosaurus \| \| \| \| \| \| Teropodos jurásicos \| \| \| \| |
|  |                                                                       |
|  | Dilophosaurus                                                         |
|  |                                                                       |
|  | Teropodos jurásicos                                                   |
|  |                                                                       |

|  | Dilophosaurus       |
|  |                     |
|  | Teropodos jurásicos |
|  |                     |

|  | Cryolophosaurus                                                       |
|  |                                                                       |
|  | \| \| Dilophosaurus \| \| \| \| \| \| Teropodos jurásicos \| \| \| \| |
|  |                                                                       |
|  | Dilophosaurus                                                         |
|  |                                                                       |
|  | Teropodos jurásicos                                                   |
|  |                                                                       |

|  | Dilophosaurus       |
|  |                     |
|  | Teropodos jurásicos |
|  |                     |

|  | Megapnosaurus |
|  |               |
|  | Coelophysis   |
|  |               |

|  | Cryolophosaurus                                                       |
|  |                                                                       |
|  | \| \| Dilophosaurus \| \| \| \| \| \| Teropodos jurásicos \| \| \| \| |
|  |                                                                       |
|  | Dilophosaurus                                                         |
|  |                                                                       |
|  | Teropodos jurásicos                                                   |
|  |                                                                       |

|  | Dilophosaurus       |
|  |                     |
|  | Teropodos jurásicos |
|  |                     |

|  | Cryolophosaurus                                                       |
|  |                                                                       |
|  | \| \| Dilophosaurus \| \| \| \| \| \| Teropodos jurásicos \| \| \| \| |
|  |                                                                       |
|  | Dilophosaurus                                                         |
|  |                                                                       |
|  | Teropodos jurásicos                                                   |
|  |                                                                       |

|  | Dilophosaurus       |
|  |                     |
|  | Teropodos jurásicos |
|  |                     |

|  | Cryolophosaurus                                                       |
|  |                                                                       |
|  | \| \| Dilophosaurus \| \| \| \| \| \| Teropodos jurásicos \| \| \| \| |
|  |                                                                       |
|  | Dilophosaurus                                                         |
|  |                                                                       |
|  | Teropodos jurásicos                                                   |
|  |                                                                       |

|  | Dilophosaurus       |
|  |                     |
|  | Teropodos jurásicos |
|  |                     |

|  | Cryolophosaurus                                                       |
|  |                                                                       |
|  | \| \| Dilophosaurus \| \| \| \| \| \| Teropodos jurásicos \| \| \| \| |
|  |                                                                       |
|  | Dilophosaurus                                                         |
|  |                                                                       |
|  | Teropodos jurásicos                                                   |
|  |                                                                       |

|  | Dilophosaurus       |
|  |                     |
|  | Teropodos jurásicos |
|  |                     |

|  | Megapnosaurus |
|  |               |
|  | Coelophysis   |
|  |               |

|  | Cryolophosaurus                                                       |
|  |                                                                       |
|  | \| \| Dilophosaurus \| \| \| \| \| \| Teropodos jurásicos \| \| \| \| |
|  |                                                                       |
|  | Dilophosaurus                                                         |
|  |                                                                       |
|  | Teropodos jurásicos                                                   |
|  |                                                                       |

|  | Dilophosaurus       |
|  |                     |
|  | Teropodos jurásicos |
|  |                     |

|  | Cryolophosaurus                                                       |
|  |                                                                       |
|  | \| \| Dilophosaurus \| \| \| \| \| \| Teropodos jurásicos \| \| \| \| |
|  |                                                                       |
|  | Dilophosaurus                                                         |
|  |                                                                       |
|  | Teropodos jurásicos                                                   |
|  |                                                                       |

|  | Dilophosaurus       |
|  |                     |
|  | Teropodos jurásicos |
|  |                     |

|  | Cryolophosaurus                                                       |
|  |                                                                       |
|  | \| \| Dilophosaurus \| \| \| \| \| \| Teropodos jurásicos \| \| \| \| |
|  |                                                                       |
|  | Dilophosaurus                                                         |
|  |                                                                       |
|  | Teropodos jurásicos                                                   |
|  |                                                                       |

|  | Dilophosaurus       |
|  |                     |
|  | Teropodos jurásicos |
|  |                     |

|  | Cryolophosaurus                                                       |
|  |                                                                       |
|  | \| \| Dilophosaurus \| \| \| \| \| \| Teropodos jurásicos \| \| \| \| |
|  |                                                                       |
|  | Dilophosaurus                                                         |
|  |                                                                       |
|  | Teropodos jurásicos                                                   |
|  |                                                                       |

|  | Dilophosaurus       |
|  |                     |
|  | Teropodos jurásicos |
|  |                     |

|  | Megapnosaurus |
|  |               |
|  | Coelophysis   |
|  |               |

|  | Cryolophosaurus                                                       |
|  |                                                                       |
|  | \| \| Dilophosaurus \| \| \| \| \| \| Teropodos jurásicos \| \| \| \| |
|  |                                                                       |
|  | Dilophosaurus                                                         |
|  |                                                                       |
|  | Teropodos jurásicos                                                   |
|  |                                                                       |

|  | Dilophosaurus       |
|  |                     |
|  | Teropodos jurásicos |
|  |                     |

|  | Cryolophosaurus                                                       |
|  |                                                                       |
|  | \| \| Dilophosaurus \| \| \| \| \| \| Teropodos jurásicos \| \| \| \| |
|  |                                                                       |
|  | Dilophosaurus                                                         |
|  |                                                                       |
|  | Teropodos jurásicos                                                   |
|  |                                                                       |

|  | Dilophosaurus       |
|  |                     |
|  | Teropodos jurásicos |
|  |                     |

|  | Cryolophosaurus                                                       |
|  |                                                                       |
|  | \| \| Dilophosaurus \| \| \| \| \| \| Teropodos jurásicos \| \| \| \| |
|  |                                                                       |
|  | Dilophosaurus                                                         |
|  |                                                                       |
|  | Teropodos jurásicos                                                   |
|  |                                                                       |

|  | Dilophosaurus       |
|  |                     |
|  | Teropodos jurásicos |
|  |                     |

|  | Cryolophosaurus                                                       |
|  |                                                                       |
|  | \| \| Dilophosaurus \| \| \| \| \| \| Teropodos jurásicos \| \| \| \| |
|  |                                                                       |
|  | Dilophosaurus                                                         |
|  |                                                                       |
|  | Teropodos jurásicos                                                   |
|  |                                                                       |

|  | Dilophosaurus       |
|  |                     |
|  | Teropodos jurásicos |
|  |                     |

|  | Megapnosaurus |
|  |               |
|  | Coelophysis   |
|  |               |

|  | Cryolophosaurus                                                       |
|  |                                                                       |
|  | \| \| Dilophosaurus \| \| \| \| \| \| Teropodos jurásicos \| \| \| \| |
|  |                                                                       |
|  | Dilophosaurus                                                         |
|  |                                                                       |
|  | Teropodos jurásicos                                                   |
|  |                                                                       |

|  | Dilophosaurus       |
|  |                     |
|  | Teropodos jurásicos |
|  |                     |

|  | Cryolophosaurus                                                       |
|  |                                                                       |
|  | \| \| Dilophosaurus \| \| \| \| \| \| Teropodos jurásicos \| \| \| \| |
|  |                                                                       |
|  | Dilophosaurus                                                         |
|  |                                                                       |
|  | Teropodos jurásicos                                                   |
|  |                                                                       |

|  | Dilophosaurus       |
|  |                     |
|  | Teropodos jurásicos |
|  |                     |

|  | Cryolophosaurus                                                       |
|  |                                                                       |
|  | \| \| Dilophosaurus \| \| \| \| \| \| Teropodos jurásicos \| \| \| \| |
|  |                                                                       |
|  | Dilophosaurus                                                         |
|  |                                                                       |
|  | Teropodos jurásicos                                                   |
|  |                                                                       |

|  | Dilophosaurus       |
|  |                     |
|  | Teropodos jurásicos |
|  |                     |

|  | Cryolophosaurus                                                       |
|  |                                                                       |
|  | \| \| Dilophosaurus \| \| \| \| \| \| Teropodos jurásicos \| \| \| \| |
|  |                                                                       |
|  | Dilophosaurus                                                         |
|  |                                                                       |
|  | Teropodos jurásicos                                                   |
|  |                                                                       |

|  | Dilophosaurus       |
|  |                     |
|  | Teropodos jurásicos |
|  |                     |

|  | Staurikosaurus                                                 |
|  |                                                                |
|  | \| \| Herrerasaurus \| \| \| \| \| \| Chindesaurus \| \| \| \| |
|  |                                                                |
|  | Herrerasaurus                                                  |
|  |                                                                |
|  | Chindesaurus                                                   |
|  |                                                                |

|  | Herrerasaurus |
|  |               |
|  | Chindesaurus  |
|  |               |

|  | Megapnosaurus |
|  |               |
|  | Coelophysis   |
|  |               |

|  | Cryolophosaurus                                                       |
|  |                                                                       |
|  | \| \| Dilophosaurus \| \| \| \| \| \| Teropodos jurásicos \| \| \| \| |
|  |                                                                       |
|  | Dilophosaurus                                                         |
|  |                                                                       |
|  | Teropodos jurásicos                                                   |
|  |                                                                       |

|  | Dilophosaurus       |
|  |                     |
|  | Teropodos jurásicos |
|  |                     |

|  | Cryolophosaurus                                                       |
|  |                                                                       |
|  | \| \| Dilophosaurus \| \| \| \| \| \| Teropodos jurásicos \| \| \| \| |
|  |                                                                       |
|  | Dilophosaurus                                                         |
|  |                                                                       |
|  | Teropodos jurásicos                                                   |
|  |                                                                       |

|  | Dilophosaurus       |
|  |                     |
|  | Teropodos jurásicos |
|  |                     |

|  | Cryolophosaurus                                                       |
|  |                                                                       |
|  | \| \| Dilophosaurus \| \| \| \| \| \| Teropodos jurásicos \| \| \| \| |
|  |                                                                       |
|  | Dilophosaurus                                                         |
|  |                                                                       |
|  | Teropodos jurásicos                                                   |
|  |                                                                       |

|  | Dilophosaurus       |
|  |                     |
|  | Teropodos jurásicos |
|  |                     |

|  | Cryolophosaurus                                                       |
|  |                                                                       |
|  | \| \| Dilophosaurus \| \| \| \| \| \| Teropodos jurásicos \| \| \| \| |
|  |                                                                       |
|  | Dilophosaurus                                                         |
|  |                                                                       |
|  | Teropodos jurásicos                                                   |
|  |                                                                       |

|  | Dilophosaurus       |
|  |                     |
|  | Teropodos jurásicos |
|  |                     |

|  | Megapnosaurus |
|  |               |
|  | Coelophysis   |
|  |               |

|  | Cryolophosaurus                                                       |
|  |                                                                       |
|  | \| \| Dilophosaurus \| \| \| \| \| \| Teropodos jurásicos \| \| \| \| |
|  |                                                                       |
|  | Dilophosaurus                                                         |
|  |                                                                       |
|  | Teropodos jurásicos                                                   |
|  |                                                                       |

|  | Dilophosaurus       |
|  |                     |
|  | Teropodos jurásicos |
|  |                     |

|  | Cryolophosaurus                                                       |
|  |                                                                       |
|  | \| \| Dilophosaurus \| \| \| \| \| \| Teropodos jurásicos \| \| \| \| |
|  |                                                                       |
|  | Dilophosaurus                                                         |
|  |                                                                       |
|  | Teropodos jurásicos                                                   |
|  |                                                                       |

|  | Dilophosaurus       |
|  |                     |
|  | Teropodos jurásicos |
|  |                     |

|  | Cryolophosaurus                                                       |
|  |                                                                       |
|  | \| \| Dilophosaurus \| \| \| \| \| \| Teropodos jurásicos \| \| \| \| |
|  |                                                                       |
|  | Dilophosaurus                                                         |
|  |                                                                       |
|  | Teropodos jurásicos                                                   |
|  |                                                                       |

|  | Dilophosaurus       |
|  |                     |
|  | Teropodos jurásicos |
|  |                     |

|  | Cryolophosaurus                                                       |
|  |                                                                       |
|  | \| \| Dilophosaurus \| \| \| \| \| \| Teropodos jurásicos \| \| \| \| |
|  |                                                                       |
|  | Dilophosaurus                                                         |
|  |                                                                       |
|  | Teropodos jurásicos                                                   |
|  |                                                                       |

|  | Dilophosaurus       |
|  |                     |
|  | Teropodos jurásicos |
|  |                     |

|  | Megapnosaurus |
|  |               |
|  | Coelophysis   |
|  |               |

|  | Cryolophosaurus                                                       |
|  |                                                                       |
|  | \| \| Dilophosaurus \| \| \| \| \| \| Teropodos jurásicos \| \| \| \| |
|  |                                                                       |
|  | Dilophosaurus                                                         |
|  |                                                                       |
|  | Teropodos jurásicos                                                   |
|  |                                                                       |

|  | Dilophosaurus       |
|  |                     |
|  | Teropodos jurásicos |
|  |                     |

|  | Cryolophosaurus                                                       |
|  |                                                                       |
|  | \| \| Dilophosaurus \| \| \| \| \| \| Teropodos jurásicos \| \| \| \| |
|  |                                                                       |
|  | Dilophosaurus                                                         |
|  |                                                                       |
|  | Teropodos jurásicos                                                   |
|  |                                                                       |

|  | Dilophosaurus       |
|  |                     |
|  | Teropodos jurásicos |
|  |                     |

|  | Cryolophosaurus                                                       |
|  |                                                                       |
|  | \| \| Dilophosaurus \| \| \| \| \| \| Teropodos jurásicos \| \| \| \| |
|  |                                                                       |
|  | Dilophosaurus                                                         |
|  |                                                                       |
|  | Teropodos jurásicos                                                   |
|  |                                                                       |

|  | Dilophosaurus       |
|  |                     |
|  | Teropodos jurásicos |
|  |                     |

|  | Cryolophosaurus                                                       |
|  |                                                                       |
|  | \| \| Dilophosaurus \| \| \| \| \| \| Teropodos jurásicos \| \| \| \| |
|  |                                                                       |
|  | Dilophosaurus                                                         |
|  |                                                                       |
|  | Teropodos jurásicos                                                   |
|  |                                                                       |

|  | Dilophosaurus       |
|  |                     |
|  | Teropodos jurásicos |
|  |                     |

|  | Megapnosaurus |
|  |               |
|  | Coelophysis   |
|  |               |

|  | Cryolophosaurus                                                       |
|  |                                                                       |
|  | \| \| Dilophosaurus \| \| \| \| \| \| Teropodos jurásicos \| \| \| \| |
|  |                                                                       |
|  | Dilophosaurus                                                         |
|  |                                                                       |
|  | Teropodos jurásicos                                                   |
|  |                                                                       |

|  | Dilophosaurus       |
|  |                     |
|  | Teropodos jurásicos |
|  |                     |

|  | Cryolophosaurus                                                       |
|  |                                                                       |
|  | \| \| Dilophosaurus \| \| \| \| \| \| Teropodos jurásicos \| \| \| \| |
|  |                                                                       |
|  | Dilophosaurus                                                         |
|  |                                                                       |
|  | Teropodos jurásicos                                                   |
|  |                                                                       |

|  | Dilophosaurus       |
|  |                     |
|  | Teropodos jurásicos |
|  |                     |

|  | Cryolophosaurus                                                       |
|  |                                                                       |
|  | \| \| Dilophosaurus \| \| \| \| \| \| Teropodos jurásicos \| \| \| \| |
|  |                                                                       |
|  | Dilophosaurus                                                         |
|  |                                                                       |
|  | Teropodos jurásicos                                                   |
|  |                                                                       |

|  | Dilophosaurus       |
|  |                     |
|  | Teropodos jurásicos |
|  |                     |

|  | Cryolophosaurus                                                       |
|  |                                                                       |
|  | \| \| Dilophosaurus \| \| \| \| \| \| Teropodos jurásicos \| \| \| \| |
|  |                                                                       |
|  | Dilophosaurus                                                         |
|  |                                                                       |
|  | Teropodos jurásicos                                                   |
|  |                                                                       |

|  | Dilophosaurus       |
|  |                     |
|  | Teropodos jurásicos |
|  |                     |

|  | Megapnosaurus |
|  |               |
|  | Coelophysis   |
|  |               |

|  | Cryolophosaurus                                                       |
|  |                                                                       |
|  | \| \| Dilophosaurus \| \| \| \| \| \| Teropodos jurásicos \| \| \| \| |
|  |                                                                       |
|  | Dilophosaurus                                                         |
|  |                                                                       |
|  | Teropodos jurásicos                                                   |
|  |                                                                       |

|  | Dilophosaurus       |
|  |                     |
|  | Teropodos jurásicos |
|  |                     |

|  | Cryolophosaurus                                                       |
|  |                                                                       |
|  | \| \| Dilophosaurus \| \| \| \| \| \| Teropodos jurásicos \| \| \| \| |
|  |                                                                       |
|  | Dilophosaurus                                                         |
|  |                                                                       |
|  | Teropodos jurásicos                                                   |
|  |                                                                       |

|  | Dilophosaurus       |
|  |                     |
|  | Teropodos jurásicos |
|  |                     |

|  | Cryolophosaurus                                                       |
|  |                                                                       |
|  | \| \| Dilophosaurus \| \| \| \| \| \| Teropodos jurásicos \| \| \| \| |
|  |                                                                       |
|  | Dilophosaurus                                                         |
|  |                                                                       |
|  | Teropodos jurásicos                                                   |
|  |                                                                       |

|  | Dilophosaurus       |
|  |                     |
|  | Teropodos jurásicos |
|  |                     |

|  | Cryolophosaurus                                                       |
|  |                                                                       |
|  | \| \| Dilophosaurus \| \| \| \| \| \| Teropodos jurásicos \| \| \| \| |
|  |                                                                       |
|  | Dilophosaurus                                                         |
|  |                                                                       |
|  | Teropodos jurásicos                                                   |
|  |                                                                       |

|  | Dilophosaurus       |
|  |                     |
|  | Teropodos jurásicos |
|  |                     |

|  | Megapnosaurus |
|  |               |
|  | Coelophysis   |
|  |               |

|  | Cryolophosaurus                                                       |
|  |                                                                       |
|  | \| \| Dilophosaurus \| \| \| \| \| \| Teropodos jurásicos \| \| \| \| |
|  |                                                                       |
|  | Dilophosaurus                                                         |
|  |                                                                       |
|  | Teropodos jurásicos                                                   |
|  |                                                                       |

|  | Dilophosaurus       |
|  |                     |
|  | Teropodos jurásicos |
|  |                     |

|  | Cryolophosaurus                                                       |
|  |                                                                       |
|  | \| \| Dilophosaurus \| \| \| \| \| \| Teropodos jurásicos \| \| \| \| |
|  |                                                                       |
|  | Dilophosaurus                                                         |
|  |                                                                       |
|  | Teropodos jurásicos                                                   |
|  |                                                                       |

|  | Dilophosaurus       |
|  |                     |
|  | Teropodos jurásicos |
|  |                     |

|  | Cryolophosaurus                                                       |
|  |                                                                       |
|  | \| \| Dilophosaurus \| \| \| \| \| \| Teropodos jurásicos \| \| \| \| |
|  |                                                                       |
|  | Dilophosaurus                                                         |
|  |                                                                       |
|  | Teropodos jurásicos                                                   |
|  |                                                                       |

|  | Dilophosaurus       |
|  |                     |
|  | Teropodos jurásicos |
|  |                     |

|  | Cryolophosaurus                                                       |
|  |                                                                       |
|  | \| \| Dilophosaurus \| \| \| \| \| \| Teropodos jurásicos \| \| \| \| |
|  |                                                                       |
|  | Dilophosaurus                                                         |
|  |                                                                       |
|  | Teropodos jurásicos                                                   |
|  |                                                                       |

|  | Dilophosaurus       |
|  |                     |
|  | Teropodos jurásicos |
|  |                     |

|  | Megapnosaurus |
|  |               |
|  | Coelophysis   |
|  |               |

|  | Cryolophosaurus                                                       |
|  |                                                                       |
|  | \| \| Dilophosaurus \| \| \| \| \| \| Teropodos jurásicos \| \| \| \| |
|  |                                                                       |
|  | Dilophosaurus                                                         |
|  |                                                                       |
|  | Teropodos jurásicos                                                   |
|  |                                                                       |

|  | Dilophosaurus       |
|  |                     |
|  | Teropodos jurásicos |
|  |                     |

|  | Cryolophosaurus                                                       |
|  |                                                                       |
|  | \| \| Dilophosaurus \| \| \| \| \| \| Teropodos jurásicos \| \| \| \| |
|  |                                                                       |
|  | Dilophosaurus                                                         |
|  |                                                                       |
|  | Teropodos jurásicos                                                   |
|  |                                                                       |

|  | Dilophosaurus       |
|  |                     |
|  | Teropodos jurásicos |
|  |                     |

|  | Cryolophosaurus                                                       |
|  |                                                                       |
|  | \| \| Dilophosaurus \| \| \| \| \| \| Teropodos jurásicos \| \| \| \| |
|  |                                                                       |
|  | Dilophosaurus                                                         |
|  |                                                                       |
|  | Teropodos jurásicos                                                   |
|  |                                                                       |

|  | Dilophosaurus       |
|  |                     |
|  | Teropodos jurásicos |
|  |                     |

|  | Cryolophosaurus                                                       |
|  |                                                                       |
|  | \| \| Dilophosaurus \| \| \| \| \| \| Teropodos jurásicos \| \| \| \| |
|  |                                                                       |
|  | Dilophosaurus                                                         |
|  |                                                                       |
|  | Teropodos jurásicos                                                   |
|  |                                                                       |

|  | Dilophosaurus       |
|  |                     |
|  | Teropodos jurásicos |
|  |                     |

|  | Megapnosaurus |
|  |               |
|  | Coelophysis   |
|  |               |

|  | Cryolophosaurus                                                       |
|  |                                                                       |
|  | \| \| Dilophosaurus \| \| \| \| \| \| Teropodos jurásicos \| \| \| \| |
|  |                                                                       |
|  | Dilophosaurus                                                         |
|  |                                                                       |
|  | Teropodos jurásicos                                                   |
|  |                                                                       |

|  | Dilophosaurus       |
|  |                     |
|  | Teropodos jurásicos |
|  |                     |

|  | Cryolophosaurus                                                       |
|  |                                                                       |
|  | \| \| Dilophosaurus \| \| \| \| \| \| Teropodos jurásicos \| \| \| \| |
|  |                                                                       |
|  | Dilophosaurus                                                         |
|  |                                                                       |
|  | Teropodos jurásicos                                                   |
|  |                                                                       |

|  | Dilophosaurus       |
|  |                     |
|  | Teropodos jurásicos |
|  |                     |

|  | Cryolophosaurus                                                       |
|  |                                                                       |
|  | \| \| Dilophosaurus \| \| \| \| \| \| Teropodos jurásicos \| \| \| \| |
|  |                                                                       |
|  | Dilophosaurus                                                         |
|  |                                                                       |
|  | Teropodos jurásicos                                                   |
|  |                                                                       |

|  | Dilophosaurus       |
|  |                     |
|  | Teropodos jurásicos |
|  |                     |

|  | Cryolophosaurus                                                       |
|  |                                                                       |
|  | \| \| Dilophosaurus \| \| \| \| \| \| Teropodos jurásicos \| \| \| \| |
|  |                                                                       |
|  | Dilophosaurus                                                         |
|  |                                                                       |
|  | Teropodos jurásicos                                                   |
|  |                                                                       |

|  | Dilophosaurus       |
|  |                     |
|  | Teropodos jurásicos |
|  |                     |

|  | Megapnosaurus |
|  |               |
|  | Coelophysis   |
|  |               |

|  | Cryolophosaurus                                                       |
|  |                                                                       |
|  | \| \| Dilophosaurus \| \| \| \| \| \| Teropodos jurásicos \| \| \| \| |
|  |                                                                       |
|  | Dilophosaurus                                                         |
|  |                                                                       |
|  | Teropodos jurásicos                                                   |
|  |                                                                       |

|  | Dilophosaurus       |
|  |                     |
|  | Teropodos jurásicos |
|  |                     |

|  | Cryolophosaurus                                                       |
|  |                                                                       |
|  | \| \| Dilophosaurus \| \| \| \| \| \| Teropodos jurásicos \| \| \| \| |
|  |                                                                       |
|  | Dilophosaurus                                                         |
|  |                                                                       |
|  | Teropodos jurásicos                                                   |
|  |                                                                       |

|  | Dilophosaurus       |
|  |                     |
|  | Teropodos jurásicos |
|  |                     |

|  | Cryolophosaurus                                                       |
|  |                                                                       |
|  | \| \| Dilophosaurus \| \| \| \| \| \| Teropodos jurásicos \| \| \| \| |
|  |                                                                       |
|  | Dilophosaurus                                                         |
|  |                                                                       |
|  | Teropodos jurásicos                                                   |
|  |                                                                       |

|  | Dilophosaurus       |
|  |                     |
|  | Teropodos jurásicos |
|  |                     |

|  | Cryolophosaurus                                                       |
|  |                                                                       |
|  | \| \| Dilophosaurus \| \| \| \| \| \| Teropodos jurásicos \| \| \| \| |
|  |                                                                       |
|  | Dilophosaurus                                                         |
|  |                                                                       |
|  | Teropodos jurásicos                                                   |
|  |                                                                       |

|  | Dilophosaurus       |
|  |                     |
|  | Teropodos jurásicos |
|  |                     |

|  | Megapnosaurus |
|  |               |
|  | Coelophysis   |
|  |               |

|  | Cryolophosaurus                                                       |
|  |                                                                       |
|  | \| \| Dilophosaurus \| \| \| \| \| \| Teropodos jurásicos \| \| \| \| |
|  |                                                                       |
|  | Dilophosaurus                                                         |
|  |                                                                       |
|  | Teropodos jurásicos                                                   |
|  |                                                                       |

|  | Dilophosaurus       |
|  |                     |
|  | Teropodos jurásicos |
|  |                     |

|  | Cryolophosaurus                                                       |
|  |                                                                       |
|  | \| \| Dilophosaurus \| \| \| \| \| \| Teropodos jurásicos \| \| \| \| |
|  |                                                                       |
|  | Dilophosaurus                                                         |
|  |                                                                       |
|  | Teropodos jurásicos                                                   |
|  |                                                                       |

|  | Dilophosaurus       |
|  |                     |
|  | Teropodos jurásicos |
|  |                     |

|  | Cryolophosaurus                                                       |
|  |                                                                       |
|  | \| \| Dilophosaurus \| \| \| \| \| \| Teropodos jurásicos \| \| \| \| |
|  |                                                                       |
|  | Dilophosaurus                                                         |
|  |                                                                       |
|  | Teropodos jurásicos                                                   |
|  |                                                                       |

|  | Dilophosaurus       |
|  |                     |
|  | Teropodos jurásicos |
|  |                     |

|  | Cryolophosaurus                                                       |
|  |                                                                       |
|  | \| \| Dilophosaurus \| \| \| \| \| \| Teropodos jurásicos \| \| \| \| |
|  |                                                                       |
|  | Dilophosaurus                                                         |
|  |                                                                       |
|  | Teropodos jurásicos                                                   |
|  |                                                                       |

|  | Dilophosaurus       |
|  |                     |
|  | Teropodos jurásicos |
|  |                     |

|  | Megapnosaurus |
|  |               |
|  | Coelophysis   |
|  |               |

|  | Cryolophosaurus                                                       |
|  |                                                                       |
|  | \| \| Dilophosaurus \| \| \| \| \| \| Teropodos jurásicos \| \| \| \| |
|  |                                                                       |
|  | Dilophosaurus                                                         |
|  |                                                                       |
|  | Teropodos jurásicos                                                   |
|  |                                                                       |

|  | Dilophosaurus       |
|  |                     |
|  | Teropodos jurásicos |
|  |                     |

|  | Cryolophosaurus                                                       |
|  |                                                                       |
|  | \| \| Dilophosaurus \| \| \| \| \| \| Teropodos jurásicos \| \| \| \| |
|  |                                                                       |
|  | Dilophosaurus                                                         |
|  |                                                                       |
|  | Teropodos jurásicos                                                   |
|  |                                                                       |

|  | Dilophosaurus       |
|  |                     |
|  | Teropodos jurásicos |
|  |                     |

|  | Cryolophosaurus                                                       |
|  |                                                                       |
|  | \| \| Dilophosaurus \| \| \| \| \| \| Teropodos jurásicos \| \| \| \| |
|  |                                                                       |
|  | Dilophosaurus                                                         |
|  |                                                                       |
|  | Teropodos jurásicos                                                   |
|  |                                                                       |

|  | Dilophosaurus       |
|  |                     |
|  | Teropodos jurásicos |
|  |                     |

|  | Cryolophosaurus                                                       |
|  |                                                                       |
|  | \| \| Dilophosaurus \| \| \| \| \| \| Teropodos jurásicos \| \| \| \| |
|  |                                                                       |
|  | Dilophosaurus                                                         |
|  |                                                                       |
|  | Teropodos jurásicos                                                   |
|  |                                                                       |

|  | Dilophosaurus       |
|  |                     |
|  | Teropodos jurásicos |
|  |                     |

|  | Megapnosaurus |
|  |               |
|  | Coelophysis   |
|  |               |

|  | Cryolophosaurus                                                       |
|  |                                                                       |
|  | \| \| Dilophosaurus \| \| \| \| \| \| Teropodos jurásicos \| \| \| \| |
|  |                                                                       |
|  | Dilophosaurus                                                         |
|  |                                                                       |
|  | Teropodos jurásicos                                                   |
|  |                                                                       |

|  | Dilophosaurus       |
|  |                     |
|  | Teropodos jurásicos |
|  |                     |

|  | Cryolophosaurus                                                       |
|  |                                                                       |
|  | \| \| Dilophosaurus \| \| \| \| \| \| Teropodos jurásicos \| \| \| \| |
|  |                                                                       |
|  | Dilophosaurus                                                         |
|  |                                                                       |
|  | Teropodos jurásicos                                                   |
|  |                                                                       |

|  | Dilophosaurus       |
|  |                     |
|  | Teropodos jurásicos |
|  |                     |

|  | Cryolophosaurus                                                       |
|  |                                                                       |
|  | \| \| Dilophosaurus \| \| \| \| \| \| Teropodos jurásicos \| \| \| \| |
|  |                                                                       |
|  | Dilophosaurus                                                         |
|  |                                                                       |
|  | Teropodos jurásicos                                                   |
|  |                                                                       |

|  | Dilophosaurus       |
|  |                     |
|  | Teropodos jurásicos |
|  |                     |

|  | Cryolophosaurus                                                       |
|  |                                                                       |
|  | \| \| Dilophosaurus \| \| \| \| \| \| Teropodos jurásicos \| \| \| \| |
|  |                                                                       |
|  | Dilophosaurus                                                         |
|  |                                                                       |
|  | Teropodos jurásicos                                                   |
|  |                                                                       |

|  | Dilophosaurus       |
|  |                     |
|  | Teropodos jurásicos |
|  |                     |

|  | Megapnosaurus |
|  |               |
|  | Coelophysis   |
|  |               |

|  | Cryolophosaurus                                                       |
|  |                                                                       |
|  | \| \| Dilophosaurus \| \| \| \| \| \| Teropodos jurásicos \| \| \| \| |
|  |                                                                       |
|  | Dilophosaurus                                                         |
|  |                                                                       |
|  | Teropodos jurásicos                                                   |
|  |                                                                       |

|  | Dilophosaurus       |
|  |                     |
|  | Teropodos jurásicos |
|  |                     |

|  | Cryolophosaurus                                                       |
|  |                                                                       |
|  | \| \| Dilophosaurus \| \| \| \| \| \| Teropodos jurásicos \| \| \| \| |
|  |                                                                       |
|  | Dilophosaurus                                                         |
|  |                                                                       |
|  | Teropodos jurásicos                                                   |
|  |                                                                       |

|  | Dilophosaurus       |
|  |                     |
|  | Teropodos jurásicos |
|  |                     |

|  | Cryolophosaurus                                                       |
|  |                                                                       |
|  | \| \| Dilophosaurus \| \| \| \| \| \| Teropodos jurásicos \| \| \| \| |
|  |                                                                       |
|  | Dilophosaurus                                                         |
|  |                                                                       |
|  | Teropodos jurásicos                                                   |
|  |                                                                       |

|  | Dilophosaurus       |
|  |                     |
|  | Teropodos jurásicos |
|  |                     |

|  | Cryolophosaurus                                                       |
|  |                                                                       |
|  | \| \| Dilophosaurus \| \| \| \| \| \| Teropodos jurásicos \| \| \| \| |
|  |                                                                       |
|  | Dilophosaurus                                                         |
|  |                                                                       |
|  | Teropodos jurásicos                                                   |
|  |                                                                       |

|  | Dilophosaurus       |
|  |                     |
|  | Teropodos jurásicos |
|  |                     |

|  | Megapnosaurus |
|  |               |
|  | Coelophysis   |
|  |               |

|  | Cryolophosaurus                                                       |
|  |                                                                       |
|  | \| \| Dilophosaurus \| \| \| \| \| \| Teropodos jurásicos \| \| \| \| |
|  |                                                                       |
|  | Dilophosaurus                                                         |
|  |                                                                       |
|  | Teropodos jurásicos                                                   |
|  |                                                                       |

|  | Dilophosaurus       |
|  |                     |
|  | Teropodos jurásicos |
|  |                     |

|  | Cryolophosaurus                                                       |
|  |                                                                       |
|  | \| \| Dilophosaurus \| \| \| \| \| \| Teropodos jurásicos \| \| \| \| |
|  |                                                                       |
|  | Dilophosaurus                                                         |
|  |                                                                       |
|  | Teropodos jurásicos                                                   |
|  |                                                                       |

|  | Dilophosaurus       |
|  |                     |
|  | Teropodos jurásicos |
|  |                     |

|  | Cryolophosaurus                                                       |
|  |                                                                       |
|  | \| \| Dilophosaurus \| \| \| \| \| \| Teropodos jurásicos \| \| \| \| |
|  |                                                                       |
|  | Dilophosaurus                                                         |
|  |                                                                       |
|  | Teropodos jurásicos                                                   |
|  |                                                                       |

|  | Dilophosaurus       |
|  |                     |
|  | Teropodos jurásicos |
|  |                     |

|  | Cryolophosaurus                                                       |
|  |                                                                       |
|  | \| \| Dilophosaurus \| \| \| \| \| \| Teropodos jurásicos \| \| \| \| |
|  |                                                                       |
|  | Dilophosaurus                                                         |
|  |                                                                       |
|  | Teropodos jurásicos                                                   |
|  |                                                                       |

|  | Dilophosaurus       |
|  |                     |
|  | Teropodos jurásicos |
|  |                     |

|  | Megapnosaurus |
|  |               |
|  | Coelophysis   |
|  |               |

|  | Cryolophosaurus                                                       |
|  |                                                                       |
|  | \| \| Dilophosaurus \| \| \| \| \| \| Teropodos jurásicos \| \| \| \| |
|  |                                                                       |
|  | Dilophosaurus                                                         |
|  |                                                                       |
|  | Teropodos jurásicos                                                   |
|  |                                                                       |

|  | Dilophosaurus       |
|  |                     |
|  | Teropodos jurásicos |
|  |                     |

|  | Cryolophosaurus                                                       |
|  |                                                                       |
|  | \| \| Dilophosaurus \| \| \| \| \| \| Teropodos jurásicos \| \| \| \| |
|  |                                                                       |
|  | Dilophosaurus                                                         |
|  |                                                                       |
|  | Teropodos jurásicos                                                   |
|  |                                                                       |

|  | Dilophosaurus       |
|  |                     |
|  | Teropodos jurásicos |
|  |                     |

|  | Cryolophosaurus                                                       |
|  |                                                                       |
|  | \| \| Dilophosaurus \| \| \| \| \| \| Teropodos jurásicos \| \| \| \| |
|  |                                                                       |
|  | Dilophosaurus                                                         |
|  |                                                                       |
|  | Teropodos jurásicos                                                   |
|  |                                                                       |

|  | Dilophosaurus       |
|  |                     |
|  | Teropodos jurásicos |
|  |                     |

|  | Cryolophosaurus                                                       |
|  |                                                                       |
|  | \| \| Dilophosaurus \| \| \| \| \| \| Teropodos jurásicos \| \| \| \| |
|  |                                                                       |
|  | Dilophosaurus                                                         |
|  |                                                                       |
|  | Teropodos jurásicos                                                   |
|  |                                                                       |

|  | Dilophosaurus       |
|  |                     |
|  | Teropodos jurásicos |
|  |                     |

|  | Megapnosaurus |
|  |               |
|  | Coelophysis   |
|  |               |

|  | Cryolophosaurus                                                       |
|  |                                                                       |
|  | \| \| Dilophosaurus \| \| \| \| \| \| Teropodos jurásicos \| \| \| \| |
|  |                                                                       |
|  | Dilophosaurus                                                         |
|  |                                                                       |
|  | Teropodos jurásicos                                                   |
|  |                                                                       |

|  | Dilophosaurus       |
|  |                     |
|  | Teropodos jurásicos |
|  |                     |

|  | Cryolophosaurus                                                       |
|  |                                                                       |
|  | \| \| Dilophosaurus \| \| \| \| \| \| Teropodos jurásicos \| \| \| \| |
|  |                                                                       |
|  | Dilophosaurus                                                         |
|  |                                                                       |
|  | Teropodos jurásicos                                                   |
|  |                                                                       |

|  | Dilophosaurus       |
|  |                     |
|  | Teropodos jurásicos |
|  |                     |

|  | Cryolophosaurus                                                       |
|  |                                                                       |
|  | \| \| Dilophosaurus \| \| \| \| \| \| Teropodos jurásicos \| \| \| \| |
|  |                                                                       |
|  | Dilophosaurus                                                         |
|  |                                                                       |
|  | Teropodos jurásicos                                                   |
|  |                                                                       |

|  | Dilophosaurus       |
|  |                     |
|  | Teropodos jurásicos |
|  |                     |

|  | Cryolophosaurus                                                       |
|  |                                                                       |
|  | \| \| Dilophosaurus \| \| \| \| \| \| Teropodos jurásicos \| \| \| \| |
|  |                                                                       |
|  | Dilophosaurus                                                         |
|  |                                                                       |
|  | Teropodos jurásicos                                                   |
|  |                                                                       |

|  | Dilophosaurus       |
|  |                     |
|  | Teropodos jurásicos |
|  |                     |

## Paleobiología
Staurikosaurus era un depredador bípedo pequeño pero activo, que se alimentaba de vertebrados terrestres de tamaño pequeño y mediano como cinodontes , rincosaurios y sinápsidos herbívoros. La mandíbula de Staurikosaurus sugiere que una articulación deslizante en la mandíbula le permitía moverse hacia adelante y hacia atrás, así como hacia arriba y hacia abajo. Sin embargo, algunos autores cuestionaron la presencia de una articulación intramandibular en Staurikosaurus, debido a la mala conservación del holotipo. Las presas más pequeñas podían moverse hacia atrás, hacia la garganta de Staurikosaurus, con la ayuda de sus pequeños dientes curvados hacia atrás.  Esta característica era común en los terópodos de su época, pero desaparecería en los terópodos posteriores.

## Paleoecología

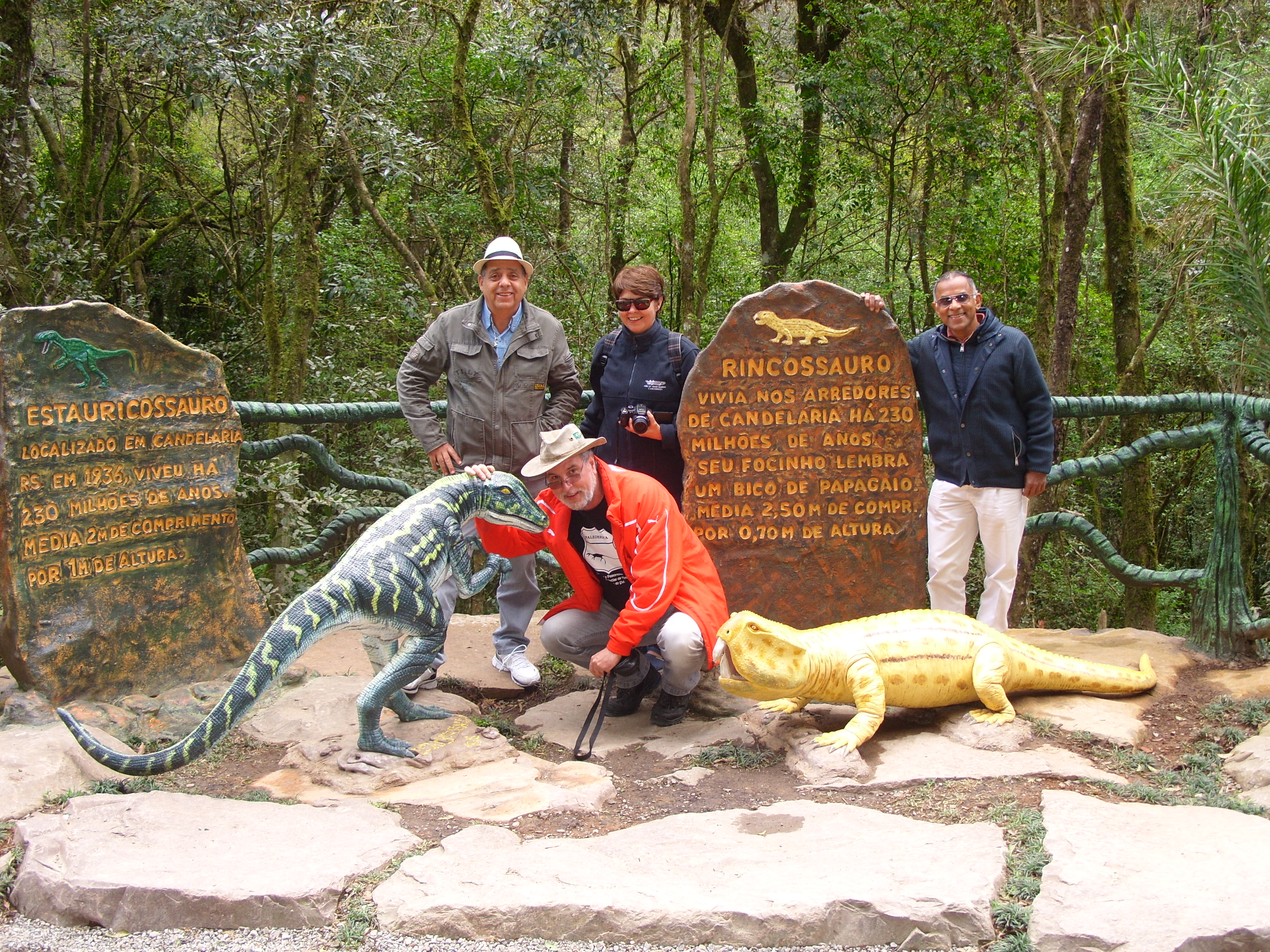
Staurikosaurus y rincosaurio en Canela, Brasil.

Durante el Triásico superior, los dinosaurios jugaron solo un papel menor en la vida terrestre; hecho que cambiaría hacia el Jurásico temprano. Staurikosaurus coexistió con grandes arcosaurios rauisuquios como Rauisuchus, que eran los principales carnívoros en su ecosistema. La paleocomunidad de Staurikosaurus incluía dicinodontes y rincosaurios herbívoros de tamaño mediano a grande. También estaban presentes aetosaurios y cinodontes omnívoros de tamaño mediano. Los dinosaurios estaban representados por los Herrerasauridos, que incluyen Staurikosaurus y el sauropodomorfo basal Saturnalia. La aparición contemporánea de los terópodos basales Staurikosaurus, Herrerasaurus y Eoraptor con el ornitisquio Pisanosaurus sugiere que los principales linajes carnívoros y herbívoros se establecieron durante la parte media de la etapa Carniense. Una datación U-Pb, desintegración del uranio, encontró que la Formación Santa María databa de hace unos 233,23 millones de años, lo que la sitúa 1,5 millones de años antes que la Formación Ischigualasto y hace que las dos formaciones sean aproximadamente iguales a las primeras localidades de dinosaurios.